# 格维兹门迪尔·格维兹门松
格维兹门迪尔·格维兹门松（1960年12月23日—），冰岛手球运动员、教练。他曾代表冰岛参加1984年和1988年夏季奥林匹克运动会手球比赛，分别获得第六名和第八名。